# Beng Nyong
Pour les articles homonymes, voir Nyong (homonymie).
Beng Nyong est un village de la région du Centre du Cameroun, situé dans la commune de Makak. 

## Population et développement
En 1963, la population de Beng Nyong était de 217 habitants. La population de Beng Nyong est de 336 habitants lors du recensement de 2005. La population est constituée pour l’essentiel de Bassa.  